# Хаймор, Фредди
А́льфред То́мас «Фре́дди» Ха́ймор (англ. Alfred Thomas «Freddie» Highmore, род. 14 февраля 1992, Лондон, Англия) — английский актёр. Наиболее известен по ролям в фильмах «Чарли и шоколадная фабрика» (2005), «Артур и минипуты» (2006), «Август Раш» (2007), «Спайдервик: Хроники» (2008), «Артур и месть Урдалака» (2009), «Артур и война двух миров» (2010) и «Домашняя работа» (2011). Известность Хаймору также принесла роль Нормана Бейтса в телесериале канала A&E «Мотель Бейтс» (2013—2017). Начиная с 2017 года, он исполнял роль доктора Шона Мёрфи в сериале «Хороший доктор», за которую был номинирован на премию «Золотой глобус».

## Биография
Фредди Хаймор родился 14 февраля 1992 года в Камден-Тауне, Лондон, Англия. Его мать, Сью Латимер, — агент по поиску талантов, чей список клиентов включает актёров Дэниела Рэдклиффа и Имельду Стонтон, а его отец, Эдвард Хаймор — актёр. У Хаймора есть младший брат по имени Альберт «Берти» Хаймор (род. 1995). Актёр провёл своё детство в Хайгейте, районе на севере Лондона. Хаймор получил образование в начальной школе в пригороде Хампстед-Гарден на севере Лондона и в независимой школе в Хайгейте. После он учился в Кембриджском университете, на факультете иностранных языков, где изучал испанский и арабский языки.

## Карьера

### 1999—2004: Начало карьеры и «Волшебная страна»
Хаймор начал свою актёрскую карьеру с небольших ролей на телевидении в возрасте 7 лет. Его дебютная роль состоялась в комедийном фильме «Женские сплетни» (1999), в котором он сыграл сына биохимика Коры (её сыграла Хелена Бонэм Картер). В 2001 году Хаймор сыграл молодого короля Артура в телесериале «Туманы Авалона», основанном на легендах о короле Артуре.
В 2001 году в телесериале «С Днём Рождения, Шекспир», он сыграл маленького мальчика, который мечтает перевезти свою семью в Стратфорд-на-Эйвоне. Хаймор снимался совместно с членами своей семьи в двух отдельных фильмах, его брат Берти снялся с ним в фильме «Женские сплетни», а его отец Эдвард снялся с ним в фильме «Джек и бобовое дерево: Правдивая история» (2001).
В 2004 году Хаймор вернулся на большой экран в семейный приключенческий фильм «Два брата», режиссёра Жана-Жака Анно. В этом фильме он сыграл сына французского администратора, который отказывается верить, что его новый друг — тигрёнок, и что он может быть опасен после того, как почувствует вкус крови. Затем он снялся вместе с Кеннетом Браной, Зои Уонамейкер и Эдди Иззардом в фантастическом фильме «Пять детей и волшебство» (2004). В том же году Хаймор сыграл свою прорывную роль Питера Ллевелина Дэвиса в полу-биографическом фильме Марка Форстерса «Волшебная страна» (2004). Он получил несколько наград и номинаций за эту роль, в их числе премию «Выбор критиков» лучшему молодому актёру, а также номинацию на премию «Сатурн» лучшему молодому актёру или актрисе.

### 2005—2011: «Чарли и шоколадная фабрика», трилогия "Артур" и «Спайдервик: Хроники»

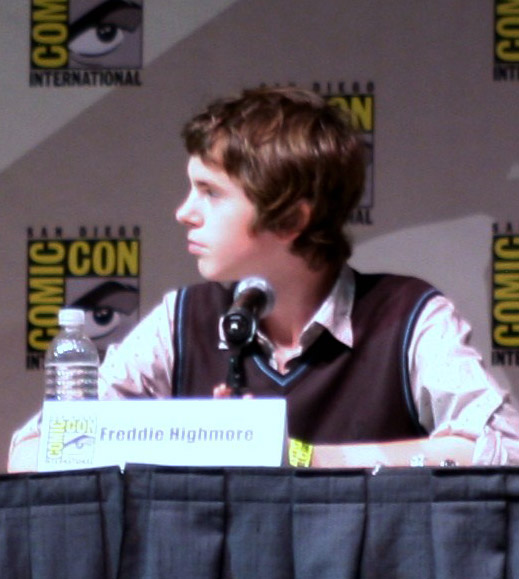
Фредди Хаймор на San Diego Comic-Con International 23 июля 2009 года

В 2005 году Хаймор сыграл главную роль Чарли Баккета в музыкальном фантастическом фильме Тима Бёртона «Чарли и шоколадная фабрика», основанном на одноимённом романе Роальда Даля. По сообщениям СМИ он был рекомендован на эту роль Джонни Деппом, с которым Хаймор работал в фильме «Волшебная страна». Депп был поражен игрой молодого актёра и таким образом решил порекомендовать его кандидатуру на роль. Хаймор не видел оригинальной версии фильма 1971 года и решил не смотреть её, пока не закончатся съёмки. За эту роль он получил вторую премию «Выбор критиков» как лучший молодой актёр, и был награждён премией «Спутник» как самый талантливый актёр. Хаймор также озвучил своего персонажа в видеоигре, созданной по этому фильму.
Затем он появился в роли молодого Макса Скиннера, в комедийной драме Ридли Скотта «Хороший год», которая была выпущена в Великобритании 27 октября 2006 года. Также в 2006 году он сыграл героя Артура Монтгомери в приключенческом анимационном фэнтези-фильме «Артур и минипуты», выпущенном 13 декабря 2006 года. Далее последовало два продолжения этого фильма: «Артур и месть Урдалака» (2009) и «Артур и война двух миров» (2010). Хаймор также озвучил Артура в видеоигре, созданной по первому фильму. В 2007 году он озвучил Пантелемона в приключенческом фэнтези-фильме «Золотой компас» (2007) и в видеоигре с одноимённым названием. Затем он сыграл главную роль в драме «Август Раш» (2007) вместе с Кери Расселл, Джонатаном Рис-Майерсом и Робином Уильямсом. В основе сюжета история музыкального вундеркинда, ищущего своих родителей. Этот фильм получил широкий прокат 21 ноября 2007 года.
После Хаймор снялся в двойной роли близнецов Саймона и Джареда Грейсов в фантастическом приключенческом фильме «Спайдервик: Хроники» (2008), основанном на популярной детской сказке ДиТерлицци с одноимённым названием. Для фильма также был снят клип в видеоигре, «Спайдервик: Хроники», в которой Хаймор исполнял роли Саймона и Джареда. В том же году он озвучил маленького Джека в мультфильме «Маленький Вук» (2008). В 2009 году Хаймор озвучил главного героя в мультфильме «Астробой» и в видеоигре, созданной по этому мультфильму. После он сыграл главную роль шеф-повара Найджела Слейтера (вместе с Хеленой Бонэм Картер) в биографическом телефильме «Тост», который вышел в эфир 30 декабря 2010 года . Также в 2010 году он снялся в роли Халли Балларда вместе с Вингом Рэймсом в драматическом фильме «Мастер Гарольд…и ребята», основанном на одноимённой пьесе Гарольда Лэнигана. В следующем году он снялся вместе с Эммой Робертс в романтической комедийной драме «Домашняя работа» (2011).

### 2011—настоящее время: «Мотель Бейтс», сценарный дебют и «Хороший доктор»
В 2013 году Хаймор озвучил главного персонажа в анимационном приключенческом фильме «Джастин и рыцари доблести», выпущенном 13 сентября 2013 года в Великобритании и Ирландии. С 2013 по 2017 год, он играл роль Нормана Бейтса, вместе с Верой Фармигой, которая сыграла его мать Норму Луизу Бейтс, в драматическом телесериале с элементами триллера канала A&E «Мотель Бейтс», основанном на культовом фильме Альфреда Хичкока «Психо» (1960). За свою роль он выиграл «Приз зрительских симпатий» в 2016 году и получил номинации на премию «Сатурн» лучшему телеактёру (2013), премию «Спутник» за «Лучшую мужскую роль в драматическом сериале» (2013) и премию «Выбор критиков» за «Лучшую мужскую роль в драматическом сериале» (2014). Хаймор также написал сценарий для двух эпизодов сериала «Unfaithful» и «Inseperable», а также был режиссёром эпизода «The Body».
В 2015 году он снялся в музыкальном клипе на сингл «You’re My Waterloo», вместе с актрисой Марамой Корлетт. В 2016 году Хаймор снялся в фильмах «Путешествие» и «Модели Холдинга», а также в мини-сериале «Близко к врагу».
В 2017 году Хаймор начал исполнять главную роль в телесериале ABC «Хороший доктор», также став одним из продюсеров шоу. За исполнение этой роли он получил номинацию на «Золотой глобус» как лучший актёр в драматическом сериале.
Нынешние фильмы
В 2021 году Хаймор исполнил одну из главных ролей в фильме «Гениальное ограбление».

## Личная жизнь
Фредди проживает в Лондоне и избегает социальных сетей. За время съёмок «Мотеля Бейтс» он близко сдружился со своей экранной матерью Верой Фармигой и стал крёстным отцом её сына.
Помимо родного английского, также знает французский, испанский и арабский языки.
Болеет за футбольный клуб Арсенал.
В сентябре 2021 года в интервью Джимми Киммелу Фредди рассказал, что недавно женился.

## Работы

### Актёрские работы
| Год       |    | Русское название                         | Оригинальное название                  | Роль                        |
| --------- | -- | ---------------------------------------- | -------------------------------------- | --------------------------- |
| 1999      | ф  | Женские сплетни                          | Women Talking Dirty                    | Сэм                         |
| 2000      | тф | С Днём Рождения, Шекспир                 | Happy Birthday Shakespeare             | Стивен Грин                 |
| 2001      | с  | Туманы Авалона                           | The Mists of Avalon                    | молодой Артур               |
| 2001      | с  | Джек и бобовое дерево: Правдивая история | Jack and the Beanstalk: The Real Story | мальчик на детской площадке |
| 2002      | тф | Я видел, как ты                          | I Saw You                              | Оскар Бингли                |
| 2004      | ф  | Волшебная страна                         | Finding Neverland                      | Питер Ллевелин Дэвис        |
| 2004      | ф  | Два брата                                | Two Brothers                           | Рауль Нормандин             |
| 2004      | ф  | Пять детей и волшебство                  | Five Children and It                   | Роберт                      |
| 2005      | ф  | Чарли и шоколадная фабрика               | Charlie and the Chocolate Factory      | Чарли Бакет                 |
| 2006      | ф  | Хороший год                              | A Good Year                            | молодой Макс Скиннер        |
| 2006      | ф  | Артур и минипуты                         | Arthur et les minimoys                 | Артур                       |
| 2007      | ф  | Август Раш                               | August Rush                            | Эван Тэйлор / Август Раш    |
| 2007      | ф  | Золотой компас                           | The Golden Compass                     | Пантелеймон                 |
| 2008      | ф  | Спайдервик: Хроники                      | The Spiderwick: Chronicles             | Джаред Грейс / Саймон Грейс |
| 2008      | мф | Маленький Вук                            | A Fox's Tale                           | маленький Джек              |
| 2009      | ф  | Артур и месть Урдалака                   | Arthur et la Vengeance de Maltazard    | Артур                       |
| 2009      | мф | Астробой                                 | Astro Boy                              | Тоби Тэнма / Астробой       |
| 2010      | ф  | Мастер Гарольд...и ребята                | Master Harold...and the Boys           | Халли Баллард               |
| 2010      | ф  | Артур и война двух миров                 | Arthur et la guerre des deux mondes    | Артур                       |
| 2010      | тф | Тост                                     | Toast                                  | Найджел Слейтер             |
| 2011      | ф  | Домашняя работа                          | The Art of Getting By                  | Джордж Зиновой              |
| 2013      | мф | Джастин и рыцари доблести                | Justin and the Knights of Valour       | Джастин                     |
| 2013—2017 | с  | Мотель Бейтс                             | Bates Motel                            | Норман Бейтс                |
| 2016      | ф  | Путешествие / Путь                       | The Journey                            | Джек                        |
| 2016      | ф  | Модели Холдинга / Почти друзья           | Holding Patterns / Almost Friends      | Чарли Бреннер               |
| 2016      | мф | Кентервильское привидение                | The Canterville Ghost                  | Герцог Чеширский            |
| 2016      | с  | Близко к врагу                           | Close to the Enemy                     | Виктор Фергюсон             |
| 2017      | тф | На колёсах                               | Tour de Pharmacy                       | Эдриан Батон                |
| 2017—2024 | с  | Хороший доктор                           | The Good Doctor                        | доктор Шон Мёрфи            |
| 2021      | ф  | Гениальное ограбление                    | Way Down / The Vault                   | Том Лайбрик                 |

### Режиссёрские работы
| Год       | Название                                    | Роль                | Примечания                                       |
| --------- | ------------------------------------------- | ------------------- | ------------------------------------------------ |
|           | Untitled romantic comedy (NBC pilot script) | сценарист           |                                                  |
| 2013—2017 | Мотель Бейтс                                | режиссёр, сценарист | эпизоды: «The Body», «Unfaithful», «Inseparable» |
|           | Baby Face (A&E pilot script)                | сценарист           |                                                  |

### Музыкальные видео
- The Libertines — «You’re My Waterloo»

### Видеоигры
| Год  | Название                   | Роль                  | Примечания  |
| ---- | -------------------------- | --------------------- | ----------- |
| 2005 | Чарли и шоколадная фабрика | Чарли Бакет           | озвучивание |
| 2007 | Артур и минипуты           | Артур Монтгомери      | озвучивание |
| 2007 | Золотой компас             | Пантелемон            | озвучивание |
| 2008 | Спайдервик: Хроники        | Джаред и Саймон Грейс | озвучивание |
| 2009 | Астробой                   | Тоби Тэнма / Астробой | озвучивание |

## Награды и номинации
Полный список наград и номинаций на сайте IMDb.
| Год  | Работа                     | Награда                                                                            | Результат |
| ---- | -------------------------- | ---------------------------------------------------------------------------------- | --------- |
| 2004 | Волшебная страна           | Премия «Империя» за лучший дебют                                                   | Победа    |
| 2004 | Волшебная страна           | Премия общества кинокритиков Феникса лучшему молодому актёру                       | Победа    |
| 2004 | Волшебная страна           | Премия общества кинокритиков Лас-Вегаса лучшему молодому киноактёру                | Победа    |
| 2004 | Волшебная страна           | Премия «Спутник» самому талантливому актёру                                        | Победа    |
| 2004 | Волшебная страна           | Премия «Молодой актёр» за лучший актёрский ансамбль                                | Победа    |
| 2004 | Волшебная страна           | Премия Лондонского кружка кинокритиков (новый талант)                              | Номинация |
| 2004 | Волшебная страна           | Премия MTV Movie Awards за прорыв года                                             | Номинация |
| 2004 | Волшебная страна           | Премия «Сатурн» лучшему молодому актёру или актрисе                                | Номинация |
| 2004 | Волшебная страна           | Премия Гильдии киноактёров США за лучшую мужскую роль второго плана                | Номинация |
| 2004 | Волшебная страна           | Премия Гильдии киноактёров США за лучший актёрский состав в игровом кино           | Номинация |
| 2004 | Волшебная страна           | Премия «Молодой актёр» лучшему ведущему молодому актёру в художественном фильме    | Номинация |
| 2004 | Волшебная страна           | Премия Ассоциации кинокритиков Юты за лучшую мужскую роль                          | Номинация |
| 2004 | Волшебная страна           | Премия Critics’ Choice Movie Awards лучшему молодому актёру                        | Победа    |
| 2005 | Чарли и шоколадная фабрика | Премия Critics’ Choice Movie Awards лучшему молодому актёру                        | Победа    |
| 2005 | Чарли и шоколадная фабрика | Премия Общества кинокритиков Финикса лучшему молодому актёру                       | Победа    |
| 2005 | Чарли и шоколадная фабрика | Премия «Сатурн» лучшему молодому актёру или актрисе                                | Номинация |
| 2005 | Чарли и шоколадная фабрика | Премия «Молодой актёр» лучшему ведущему молодому актёру в художественном фильме    | Номинация |
| 2006 | Хороший год                | Премия Critics’ Choice Movie Awards лучшему молодому актёру                        | Номинация |
| 2007 | Артур и минипуты           | Премия «Молодой актёр» за лучшее исполнение в международном художественном фильме  | Номинация |
| 2007 | Август Раш                 | Премия Critics’ Choice Movie Awards лучшему молодому актёру                        | Номинация |
| 2007 | Август Раш                 | Премия «Молодой актёр» лучшему ведущему молодому актёру в художественном фильме    | Номинация |
| 2007 | Август Раш                 | Capri Exploit Award                                                                | Победа    |
| 2007 | Август Раш                 | Премия «Сатурн» лучшему молодому актёру или актрисе                                | Победа    |
| 2008 | Спайдервик: Хроники        | Премия «Сатурн» лучшему молодому актёру или актрисе                                | Номинация |
| 2008 | Спайдервик: Хроники        | Премия «Молодой актёр» лучшему ведущему молодому актёру в художественном фильме    | Номинация |
| 2009 | Астробой                   | Премия «Молодой актёр» за лучшее озвучивание                                       | Номинация |
| 2013 | Мотель Бейтс               | Премия «Спутник» за лучшую мужскую роль в драматическом сериале                    | Номинация |
| 2013 | Мотель Бейтс               | Премия «Сатурн» лучшему телеактёру                                                 | Номинация |
| 2013 | Мотель Бейтс               | Премия «People’s Choice Award» любимому телевизионному антигерою                   | Номинация |
| 2013 | Мотель Бейтс               | Премия «Gold Derby Award» за лучший прорыв года                                    | Номинация |
| 2014 | Мотель Бейтс               | Премия Critics’ Choice Movie Awards за лучшую мужскую роль в драматическом сериале | Номинация |
| 2015 | Мотель Бейтс               | Премия Critics’ Choice Movie Awards за лучшую мужскую роль в драматическом сериале | Номинация |
| 2016 | Мотель Бейтс               | Премия «Gold Derby Award» за лучшую мужскую роль в драматическом сериале           | Номинация |
| 2016 | Мотель Бейтс               | Премия People’s Choice Award любимому телеактёру                                   | Победа    |
| 2016 | Мотель Бейтс               | Премия «Fangoria Chainsaw Award» лучшему телеактёру                                | Номинация |
| 2016 | Мотель Бейтс               | Премия «Сатурн» лучшему телеактёру                                                 | Номинация |
| 2017 | Хороший доктор             | Премия «Золотой глобус» за лучшую мужскую роль в телевизионном сериале — драма     | Номинация |